# Pedro de la Barra
Pedro de la Barra García (Santiago, 23 de octubre de 1912-Caracas, 6 de julio de 1977) fue un profesor, actor, director de teatro  y dramaturgo chileno, galardonado con el Premio Nacional de Arte de Chile en 1952.

## Primeros años
Pedro de la Barra nació el 23 de octubre de 1912 en Santiago, hijo de Conrado de la Barra y Jesús García, una pareja oriunda de la localidad lajina de Haraque, próxima a la estación Diuquín. Su madre, en virtud de las costumbres de la época, decide trasladarse a la capital para el nacimiento de su hijo.
A muy temprana edad su familia se traslada al sur de Santiago, viviendo en sectores rurales de Laja, Concepción y Talca, ciudad en donde cursa sus estudios de liceo.
Años más tarde, regresa a la capital a terminar sus estudios en el Instituto Nacional General José Miguel Carrera. Luego de cursar el bachillerato, ingresa a estudiar castellano al Instituto Pedagógico de la Universidad de Chile, en donde junto a otros alumnos forma el CADIP (Conjunto Artístico del Instituto Pedagógico).

## Carrera

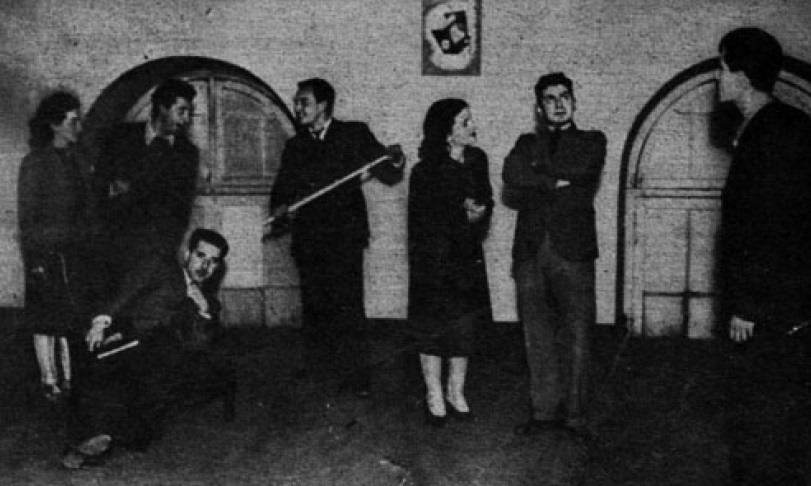
Estudiantes de Teatro Experimental en un ensayo, dirigidos por Pedro de la Barra (1941).

En 1934, el CADIP estrena su primera obra teatral, llamada "Estudiantina", la cual hace popular a la agrupación.
En 1939, de la Barra publica su primera obra propia, "La Feria".
En 1941, organiza un movimiento de artistas por la renovación del teatro chileno, que culmina con la creación de la Escuela de Teatro de la Universidad de Chile.
En 1944, participó en la película de Jorge Délano (Coke), Hollywood es así, con María Maluenda en el papel protagónico.
En 1952, y como reconocimiento a su labor por el arte dramático, se le otorga el Premio Nacional de Arte.
Cinco años después de haber recibido el premio, se va de Santiago para seguir haciendo teatro en Concepción, donde rearma el grupo de Teatro Universitario; en Arica, donde enseña en la Universidad de Chile.

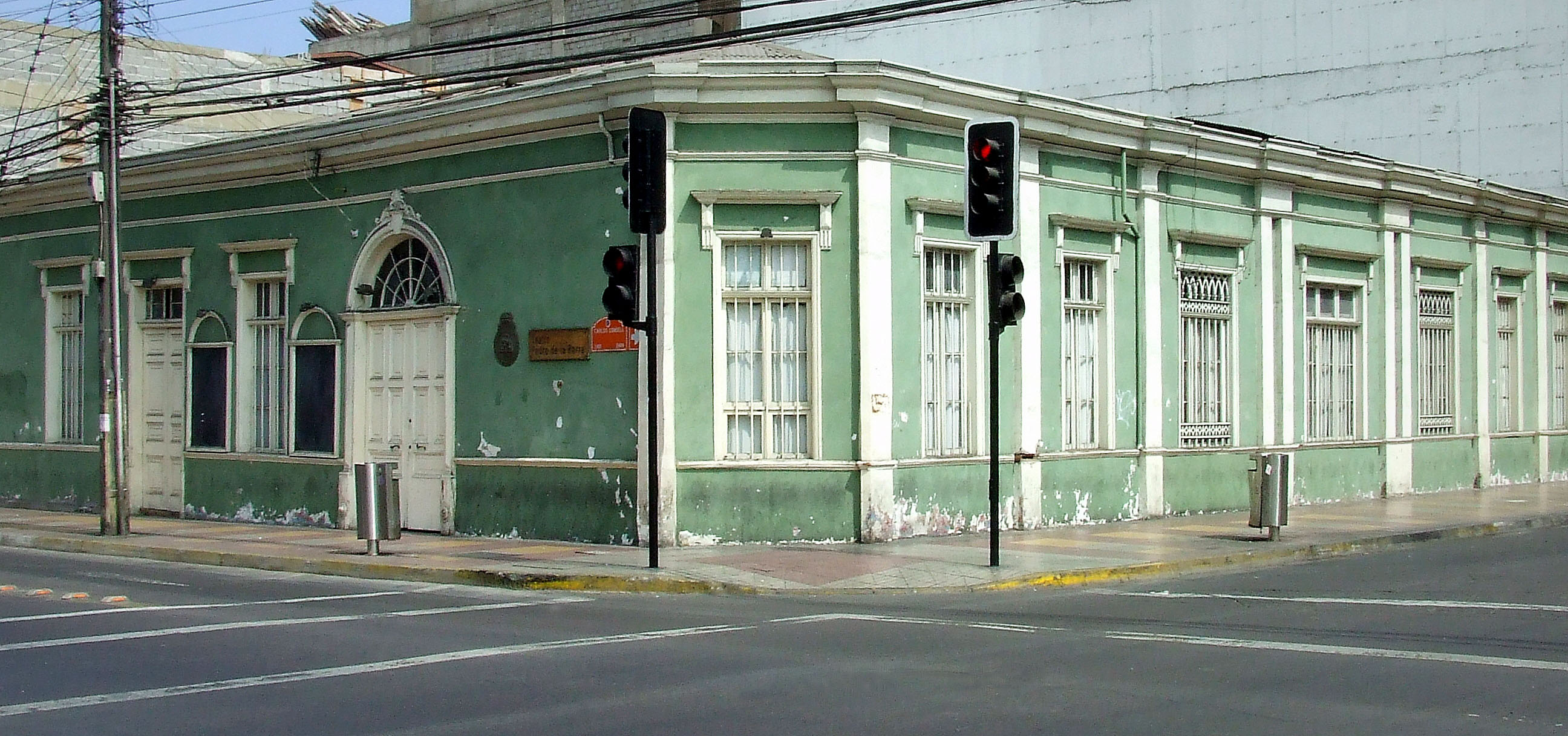
La antigua Escuela de Niñas, lugar de ensayo de la compañía de teatro antofagastina, que actualmente corresponde al teatro Pedro de la Barra de la universidad.

En mayo de 1962, Pedro de la Barra es invitado a la ciudad de Antofagasta, para visitar a la compañía Teatro del Desierto, un naciente proyecto formado por un grupo de alumnos de Pedagogía del Colegio Regional Universitario, liderados por Alfredo Carrizo, Sonia Orellana y José Frez. De la Barra llega en julio del mismo año a la agrupación, en compañía del maquillador Carlos Núñez y el escenógrafo Mario Tardito, quienes se quedan a asesorar a la compañía hasta su estreno. El 25 de agosto de 1962 se realizó el primer estreno de la compañía, que presentó las obras "El pastel y la tarta" y "Pacto de media noche". Dado el éxito de la compañía, Raúl Bitrán, director del Colegio Regional Universitario, le solicita a De la Barra y su equipo que se quedaran en la ciudad con la finalidad de dirigir y profesionalizar la compañía. Posteriormente, en marzo de 1963, fue creada la sección teatral del Departamento de Extensión Cultural de la Universidad de Chile.
Tras el Golpe de Estado de 1973, De la Barra es constantemente hostigado por la dictadura militar de Augusto Pinochet. La situación se agravó cuando se le solicitó utilizar su cargo de director para fines políticos, algo que fue rechazado por el dramaturgo arguyendo razones éticas. Debido a su negativa, se le solicita su renuncia el 19 de abril de 1974.[cita requerida] Pedro de la Barra se decide trasladarse a Venezuela para trabajar como docente en el Consejo Nacional de la Cultura de ese país.
El 3 de diciembre de 1974 su hijo Alejandro de la Barra (24 Años) y su nuera Ana María Puga (25 Años) fueron asesinados por la dictadura militar chilena, cuando se dirigían a buscar a su hijo pequeño Álvaro al Jardín Infantil, tal fue el impacto de la noticia para Pedro de la Barra que padeció un infarto del cual nunca se recuperó. 
Pedro de la Barra fallece en Caracas, el 6 de julio de 1977. En 1990, sus restos fueron repatriados a Chile, de acuerdo a su voluntad.